# Erzbistum Semarang
Das Erzbistum Semarang (lateinisch Archidioecesis Semarangensis) ist eine römisch-katholische Erzdiözese mit Sitz in Semarang in Indonesien.

## Geschichte
Papst Pius XII. gründete das Apostolische Vikariat Semarang am 9. Januar 1947 aus Gebietsabtretungen des Apostolischen Vikariats Batavia.
Am 3. Januar 1961 wurde es in den Rang eines Metropolitanerzbistums erhoben.

## Ordinarien

### Apostolischer Vikar von Semarang
- Albert Soegijapranata S.J. (1. August 1940 – 3. Januar 1961)

### Erzbischöfe von Semarang
- Albert Soegijapranata SJ (3. Januar 1961 – 22. Juli 1963, gestorben)
- Justinus Darmojuwono  (10. Dezember 1963 – 3. Juli 1981, emeritiert)
- Julius Riyadi Darmaatmadja SJ (19. Februar 1983 – 11. Januar 1996, dann Erzbischof von Jakarta)
- Ignatius Suharyo Hardjoatmodjo (21. April 1997 – 25. Juli 2009, dann Koadjutorerzbischof von Jakarta)
- Johannes Maria Trilaksyanta Pujasumarta (12. November 2010–10. November 2015, gestorben)
- Robertus Rubiyatmoko (seit 18. März 2017)

## Statistik
| Jahr | Bevölkerung | Bevölkerung | Bevölkerung | Priester     | Priester         | Priester       | Priester               | Ständige Diakone | Ordensleute  | Ordensleute      | Pfarreien |
| Jahr | Katholiken  | Einwohner   | %           | Gesamtanzahl | Diözesanpriester | Ordenspriester | Katholiken je Priester | Ständige Diakone | Ordensbrüder | Ordensschwestern |           |
| ---- | ----------- | ----------- | ----------- | ------------ | ---------------- | -------------- | ---------------------- | ---------------- | ------------ | ---------------- | --------- |
| 1950 | 47.013      | 10.000.000  | 0,5         | 80           | 15               | 65             | 587                    |                  | 111          | 296              | 23        |
| 1970 | 203.895     | 14.886.760  | 1,4         | 209          | 42               | 167            | 975                    |                  | 338          | 546              |           |
| 1980 | 302.094     | 16.790.000  | 1,8         | 226          | 62               | 164            | 1.336                  |                  | 492          | 543              |           |
| 1990 | 423.840     | 28.773.000  | 1,5         | 267          | 76               | 191            | 1.587                  |                  | 585          | 915              | 79        |
| 2000 | 483.283     | 18.762.941  | 2,6         | 316          | 124              | 192            | 1.529                  | 1                | 596          | 1.178            | 88        |
| 2004 | 503.597     | 19.056.082  | 2,6         | 344          | 142              | 202            | 1.463                  |                  | 666          | 1.213            | 87        |
| 2010 | 410.062     | 20.391.000  | 2,0         | 403          | 169              | 234            | 1.017                  |                  | 794          | 1.238            | 91        |
| 2022 | 378.207     | 22.624.722  | 1,7         | 703          | 204              | 499            | 537                    |                  | 794          | 1.493            | 109       |